# Соткілава Зураб Лаврентійович
Зураб Лаврентійович Соткілава (груз. ზურაბ სოტკილავა; 12 березня 1937, Сухумі — 18 вересня 2017, Москва) — радянський оперний співак (лірико-драматичний тенор), педагог, народний артист СРСР (1979).

## Біографія
Народився в Сухумі. У 16 років почав грати в «Динамо» (Сухумі) на позиції крайнього захисника. У 1956 році Соткілава став капітаном збірної Грузії у віці до 20 років. Через два роки потрапив до основного складу тбіліського «Динамо».. Одночасно Соткілава вчився у Тбіліському політехнічному інституті на гірничому факультеті.
Дві важкі травми (1958 року в Югославії і 1959 року в Чехословаччині) змусили його припинити спортивну кар'єру і професійно зайнятися музикою. В 1960–1965 роках Соткілава вчився у Тбіліській консерваторії, в 1965 дебютував у Тбіліській опері, в 1965–68 роках стажувався у театрі Ла Скала. Починаючи з 1968 року Зураб Соткілава здобуває всесвітнє визнання як оперний співак — він виграє престижні конкурси, з 1973 стає солістом Великого театру у Москві.

## Смерть та поховання
Помер 18 вересня 2017 року у Москві після важкої тривалої онкологічної хвороби.
Похований 23 вересня у Тбілісі на Сабурталінському кладовищі.

## Премії
- Головний приз фестивалю «Золотий Орфей» (Болгарія, 1968).
- Лауреат Міжнародного конкурсу ім. Чайковського (2-а премія 1970)
- Лауреат Міжнародного конкурсу вокалістів ім. Віньяса в Барселоні (1-я премія 1970) і «Гран прі»
- Лауреат державної премії Грузинської РСР ім. З. Паліашвілі (1983)

## Футбольна статистика
| Сезон | Команда            | Матчі | Голи |
| ----- | ------------------ | ----- | ---- |
| 1955  | «Динамо» (Тбілісі) | 2     | 0    |
| 1959  | «Динамо» (Тбілісі) | 1     | 0    |

| 15 серпня 1955 |

| «Динамо» Тб                                  | 3 – 1 | «Шахтар»     |
| -------------------------------------------- | ----- | ------------ |
| Даварашвілі 18' К. Гагнідзе 32' 3:1 Хасая ?' | звіт  | Сапронов 42' |

| «Динамо» (Тбілісі) Глядачів: 25000 Арбітр: Хлопотін (Москва) |

«Динамо» Тб: Марганія, Елошвілі, Гоглідзе, Соткілава, Даварашвілі, Вардіміаді, О. Котрікадзе, К. Гагнідзе, Калоєв, Гогоберідзе (к), Хасая.
«Шахтар»: Чанов, Шумілін, Кривенко, Морозов (к), Алпатов, Думанський, Бобошко, І. Федосов, Пономаренко, Самойлов, Сапронов.
| 20 серпня 1955 |

| «Локомотив» М | 1 – 0 | «Динамо» Тб |
| ------------- | ----- | ----------- |
| Бубукін 25'   | звіт  |             |

| «Динамо» (Москва) Глядачів: 20000 Арбітр: Саар (Таллінн) |

«Динамо» Тб: Марганія, Елошвілі, Гоглідзе, Соткілава, Даварашвілі, Н. Гагнідзе, О. Котрікадзе, К. Гагнідзе, Калоєв, Гогоберідзе (к), Хасая.
| 29 травня 1959 |

| «Динамо» Тб | 1 – 3 | «Динамо» М                         |
| ----------- | ----- | ---------------------------------- |
| Калоєв 3'   | звіт  | Урін 13' Федосов 17' Шаповалов 72' |

| «Динамо» (Тбілісі) Глядачів: 35000 Арбітр: Крилов (Куйбишев) |

«Динамо» Тб: Квачадзе, Соткілава, Чохелі, Устабашвілі, О. Котрікадзе (к), Зейнклішвілі, Мелашвілі, Яманідзе, Калоєв, Баркая, Месхі.
«Динамо» М: Яшин, Кесарєв, Царьов (к), Б. Кузнецов, О. Соколов, Короленков, Урін, Федосов, Ю. Кузнецов, Численко, Шаповалов.